# Чупренски буки
Чупренски буки е защитена местност в област Видин. Намира се в землищата на селата Стакевци, Горни Лом, Репляна и Чупрене.
На 2 октомври 1986 г. е създадена буферна зона на резерват „Чупрене“ с площ от 542,3 хектара, която на 12 юли 2007 г., със заповед на министър Джевдет Чакъров, е прекатегоризирана в защитена местност. На 12 март 2012 г. площта е увеличена на 553,06 хектара.